# Зоопарк Таронга Western Plains
Зоопарк Таронга Western Plains, раніше відомий як Western Plains Zoo великий зоопарк у Даббо, Австралія. Відкритій у лютому 1977 року. Зоопарк був призначений для того щоб забезпечити більше місця для розмноження великих тварин, таких як слонів та антилоп так як ділянка зоопарка Таронга у Сіднеї була обмежена площею.